# 용계역
용계(영진직업전문학교)역(Yonggye station, 龍溪驛)은 대한민국 대구광역시 동구 용계삼거리에 있는 대구 도시철도 1호선의 전철역이다. 인근에 동대구 나들목, 동대구화물터미널이 있다. 율하천 하저터널로 율하역과 연결된다.

## 특징
4개의 출구를 갖추고 있으며, 화랑로와 경부고속도로 및 대구부산고속도로로 갈 수 있는 길목에 역이 있다. 율하남교 하저터널로 율하역과 연결된다.
역이 있는 용계삼거리 근처에서 여객기가 착륙하는 관계로, 역 주변에 고도 제한이 걸려 있기 때문에 역세권이 많이 발달하지 않았다. 출구 옆 치안센터 방향의 용계시외버스정류장과 역 북동쪽에 있는 조일고등학교 등을 제외하면 연계되는 시설이 적어서 이용률이 낮다. 다만 4번 출구는 이용률이 꽤 있어서 최근 4번 출구 앞에 엘리베이터가 신설되었다. 동구 매여동(초례봉골)과 상매동, 율암동 일대를 운행하는 동구5번 지선버스가 매여동 기점에서 출발해 이 역 4번 출구와 가까운 시내버스 정류장인 용계삼거리 앞에서 회차하기 때문에 동구5번 지선버스 이용객의 환승 수요도 어느 정도 있는 편이다. 용계매표소로 가려면 2번 혹은 3번 출구로 나온 후 용계치안센터가 있는 골목으로 나와서 길을 건너가야 한다. 현재 2번 출구에 에스컬레이터가 신설되었다.

## 역명의 유래
용굴과 시내가 있다는 뜻에서 용계라고 하였다.

## 역사
- 1998년 5월 2일 : 대구 도시철도 1호선 개통과 함께 영업 개시
- 2017년 2월 17일 : 스크린도어 설치

## 역 구조
2면 2선의 상대식 승강장이 있는 지하역이며, 승강장 벽면 색상은 연두색이다. 스크린도어가 설치되어 있다.

### 승강장
| 방촌 ↑ |
| \| 상  |
| ↓ 율하 |

| 상행 | ● 대구 도시철도 1호선 | 반월당·중앙로·설화명곡 방면 |
| 하행 | ● 대구 도시철도 1호선 | 신기·반야월·안심·하양 방면  |

- 승강장 번호는 없다.
- 대합실을 통해, 반대편 승강장으로 이동이 가능하다.

## 역 주변
| 나가는 곳 | 방면 |
| --------- | --- |
| 1         | 새마을금고 신평새마을금고 본점 HD현대오일뱅크(직영)HD Oil-Bank\|동진주유소 펫마트(직영) \| 동구점                                                          |
| 2         | 화랑교 시외·고속 대구용계정류소(강원권,영남권) 용계시외버스정류장 우방백자맨션 강변동서마을아파트 농협 대구축산농협 반야월지점 대구광역시 동구 \| 동대구IC |
| 3         | 대구동부경찰서 용계치안센터 제1용계교 영진직업전문학교 용계역 푸르지오 아츠베르아파트 동대구화물터미널                                                     |
| 4         | 안심2동 행정복지센터 제2용계교 조일고등학교 K1식자재마트 동대구점 LG생활건강 대구물류센터                                                                  |

## 승차량 변동
| 노선  | 승차 인원 | 승차 인원 | 승차 인원 | 승차 인원 | 승차 인원 | 승차 인원 | 승차 인원 | 승차 인원 | 승차 인원 | 승차 인원 | 주석  |
| 노선  | 1997년    | 1998년    | 1999년    | 2000년    | 2001년    | 2002년    | 2003년    | 2004년    | 2005년    | 2006년    | 주석  |
| ----- | --------- | --------- | --------- | --------- | --------- | --------- | --------- | --------- | --------- | --------- | ----- |
| 1호선 | 미개통    | 1,012     | 1,449     | 미공개    | 2,049     | 2,215     | 1,098     | 1,973     | 1,941     | 2,258     | [ 1 ] |
| 노선  | 2007년    | 2008년    | 2009년    | 2010년    | 2011년    | 2012년    | 2013년    | 2014년    | 2015년    | 2016년    |       |
| 1호선 | 2,241     | 2,195     | 2,132     | 2,197     | 2,217     | 2,237     | 2,284     | 2,221     | 2,295     | 2,366     | [ 1 ] |
| 노선  | 2017년    | 2018년    | 2019년    | 2020년    | 2021년    |           |           |           |           |           |       |
| 1호선 |           |           |           |           |           |           |           |           |           |           |       |

## 인접한 역
| 대구 도시철도 1호선    | 대구 도시철도 1호선   | 대구 도시철도 1호선 |
| ---------------------- | --------------------- | ------------------- |
| 140 방촌 설화명곡 방면 | ● 대구 도시철도 1호선 | 142 율하 하양 방면  |